# Ptychobarbus chungtienensis
Ptychobarbus chungtienensis es una especie de peces de agua dulce de la familia de los Cyprinidae.

## Distribución geográfica
Se encuentra en Yunnan (China ).